# Propraon cellulare
Propraon cellulare är en stekelart som beskrevs av Charles Thomas Brues 1933. Propraon cellulare ingår i släktet Propraon och familjen bracksteklar. Inga underarter finns listade i Catalogue of Life.